# Тополевский сельский совет (Гребёнковский район)
Тополевский сельский совет (укр. Тополівська сільська рада) — входит в состав
Гребёнковского района
Полтавской области
Украины.
Административный центр сельского совета находится в 
с. Тополевое.

## Населённые пункты совета
- с. Тополевое
- с. Отрадное
- с. Свитанок